# Buttala
Buttala (en cingalés: : බුත්තල) es una ciudad en el Distrito de Moneragala, en la Provincia de Uva de Sri Lanka. Su población en 2012 era de 53.084 habitantes. 

## Historia
La historia de Buttala se remonta a la época del rey Dutugamunu en el siglo II a. C. cuando era conocida como Guthala. La crónica Mahavansha de la antigua Sri Lanka relata que el ejército de Dutugamunu pasó por Buttala en su camino hacia Rajarata en el norte para hacer la guerra a Elara . Los nombres de muchos lugares se derivan de la antigüedad, a menudo de los nombres de generales de ejércitos, como en el caso de Buttala. Buttala sufrió dos terremotos de baja magnitud en febrero de 2023. El 16 de enero de 2008 se produjeron dos atentados con bombas que mataron a 32 personas e hirieron a 62.

## Industrias
Buttala alberga el ingenio azucarero más grande de Sri Lanka, Pelwatte Sugar Industries PLC, establecido en 1981. La empresa emplea aproximadamente a 4.200 trabajadores y más de 300.000 agricultores de caña de azúcar.